# Voyager (album de Vitalic)
Pour les articles homonymes, voir Voyager.
Albums de Vitalic
Rave Age
(2012) Dissidænce Episode 1
(2021)
Voyager est le quatrième album studio de Vitalic, sorti le 20 janvier 2017.
L'album approche les genres disco et cold wave et son homogénéité tient à l'utilisation d'un synthétiseur Buchla sur l'ensemble des titres,. 
Sweet Cigarette est un hommage au titre Warm Leatherette de The Normal et Don't Leave Me Now une reprise de Supertramp.
Pour Tsugi et Libération, c'est le meilleur album de Vitalic. En "étant moins centré sur le dancefloor [...], Voyager distille subtilement une belle somme de pépites flottantes dans une mélancolie électrique",. Les Inrocks juge cet album "mieux profilé" que le précédent sur lequel Vitalic "déroule une tonitruante odyssée rétrofuturiste, jalonnée de petits tubes galactiques". Il reçoit une note de 5.4/10 du site Pitchfork.

## Liste des titres
| 1.    | El Viaje                                              | 01:34 |
| 2.    | Waiting for the Stars (feat. David Shaw and The Beat) | 03:52 |
| 3.    | Levitation                                            | 05:40 |
| 4.    | Hans Is Driving (feat. Miss Kittin)                   | 04:33 |
| 5.    | Use It or Lose It (feat. Mark Kerr)                   | 04:38 |
| 6.    | Lightspeed                                            | 03:51 |
| 7.    | Eternity                                              | 05:34 |
| 8.    | Nozomi                                                | 05:01 |
| 9.    | Sweet Cigarette                                       | 03:10 |
| 10.   | Don't Leave Me Now (Cover Version)                    | 03:58 |
| 41:51 |                                                       |       |